# VI каденція Галицького сейму
6-та каденція Галицького сейму тривала з 1889 до 1895 року, засідання відбувалися у Львові.

## Склад

### Вірилісти
- Северин Моравський — львівський римо-католицький архиєпископ
- Сильвестр Сембратович — львівський греко-католицький архиєпископ
- Ізаак Миколай Ісакович — львівський вірмено-католицький архиєпископ
- Лукаш Солецький — перемиський римо-католицький єпископ
- Іван Ступницький — перемиський греко-католицький єпископ
- Ігнацій Лобош — тарновський римо-католицький єпископ
- Альбін Дунаєвський — краківський римо-католицький єпископ (помер у 1894, його місце зайняв єпископ Ян Пузина)
- Юліан Пелеш — станіславський греко-католицький єпископ (до 1890, з 1892 його місце зайняв єпископ Юліан Сас-Куїловський

Ректори Львівського університету (займали місця, якщо в час їх річної каденції випадала сесія Сейму):
- Леонард П'єтак (1888-1889)
- Климент Кароль Сарницький (1890)
- Томаш Станецький (1890)
- Авґуст Баласітс (1892)
- Людвік Цвіклінський (1894)
- Тадеуш Войцеховський (1894-1895)

Ректори Ягеллонського університету (займали місця, якщо в час їх річної каденції випадала сесія Сейму):
- Францішек Каспарек (1888-1889)
- Едвард Корчинський (1889)
- Вінцентій Закжевський (1890)
- Владислав Хотковський (1892)
- Фридерик Золль (1894)
- Тадеуш Брович (1894-1895)

### Обрані посли

#### І курія
- 1. Краківська округа:
  - Казимир Фелікс Бадені
  - Станіслав Тарновський
  - Станіслав Мадейський
  - Владислав Струшкевич
  - Міхал Бобжинський (склав мандат 13 жовтня 1890, повторно обраний)
  - Мар'ян Дидинський
- 2. Бережанська округа: 
  - Юзеф Верещинський
  - Еміль Торосевич
  - Альфонс Чайковський (помер у 1892, на його місце 27 січня 1893 обраний Мечислав Онишкевич)
- 3. Перемишльська округа:
  - Адам Францішек Любомирський (відмовився від мандату в листопаді 1889, на його місце обраний Володимир Козловський)
  - Єжи Чарторийський
  - Зигмунт Дембовський
- 4. Золочівська округа:
  - Аполінарій Яворський
  - Оскар Шнелль
  - Вінцентій Гноїнський
- 5. Чортківська округа:
  - Ян Гноїнський
  - Володимир Семигиновський
  - Броніслав Городиський
- 6. Тарновська округа:
  - Тадеуш Рутовський
  - Тадеуш Лянґє
  - Владислав Козебродський (помер у 1893, на його місце у квітні 1893 обраний Стефан Сенковський)
- 7. Тернопільська округа:
  - Жан Вів'єн де Шатобрун
  - Евстахій Заґурзький
  - Клеменс Живицький (помер у 1894, на його місце 8 листопада 1894 обраний Леон Пінінський)
- 8. Сяніцька округа:
  - Зигмунт Козловський (помер у 1893, на його місце 20 грудня 1893 обраний Ян Дуклян Слонецький)
  - Станіслав Гнєвош
  - Август Ґорайський
- 9. Самбірська округа:
  - Станіслав Тарновський
  - Пйотр Ґросс
  - Тадеуш Скалковський
- 10. Жовківська округа:
  - о. Тит Ковальський
  - Томіслав Розвадовський
  - Станіслав Ланчинський
- 11. Санчівська округа:
  - Тадеуш Пілат
  - Густав Ромер
- 12. Ряшівська округа:
  - Едвард Єнджейович
  - Кароль Шіпіо дель Кампо
- 13. Стрийська округа:
  - Клеменс Дідушицький
  - Октав Петруський (помер у 1894, на його місце 8 листопада 1894 обраний Францішек Розвадовський)
- 14. Станиславівська округа:
  - Войцех Дідушицький
  - Станіслав Брикчинський
- 15. Коломийська округа:
  - Ян Капрі (склав мандат у 1893, на його місце 20 грудня 1893 обраний Миколай Кшиштофович)
  - Антоній Ґолеєвський (помер у 1893, на його місце 20 грудня 1893 обраний Станіслав Дідушицький)
- 16. Львівська округа:
  - Давид Абрагамович

#### ІІ курія
- Здіслав Мархвицький (Львівська палата)
- Арнольд Рапапорт (Краківська палата)
- Маврицій Розеншток (Бродівська палата)

#### ІІІ курія
- 1. Округ Львів:
  - Тадеуш Романович
  - Францішек Смолька
  - Міхал Міхальський
  - Бернард Ґольдман
- 2. Округ Краків:
  - Адам Асник
  - Фердинанд Вайґель
  - Леон Войцех Хжановський
- 3. Округ Перемишль:
  - Александер Дворський
- 4. Округ Станиславів:
  - Леон Білінський
- 5. Округ Тернопіль:
  - Лук'ян Криницький
- 6. Округ Броди:
  - Отто Гаузнер (помер у 1890, на його місце 8 липня 1890 обраний Октав Сала)
- 7. Округ Ярослав:
  - Едвард Міцевський
- 8. Округ Дрогобич:
  - Станіслав Щепановський
- 9. Округ Бяла:
  - Францішек Стшиґовський
- 10. Округ Новий Санч:
  - Юліан Дунаєвський
- 11. Округ Тарнув:
  - Вітольд Роґойський
- 12. Округ Ряшів:
  - Віктор Збишевський
- 13. Округ Самбір:
  - Адам Чижевич
- 14. Округ Стрий:
  - Філіп Фрухтман
- 15. Округ Коломия:
  - Флоріян Земялковський

#### IV курія
Вибори подані за номерами округів. У IV курії округи визначені відповідно до повітів (закон від 17 грудня 1884 року нарешті врахував проведену в 1867 році реформу повітів).
1. Округ Львів — Теофіл Мерунович
2. Округ Городок — Влодзімєж Незабітовський
3. Округ Бережани — Роман Потоцький (на його місце 8 липня 1890 обраний Генрик Шеліський)
4. Округ Бібрка — Кулачковський Діонісій
5. Округ Рогатин — Миколай Торосевич
6. Округ Підгайці — Дем'ян Савчак
7. Округ Заліщики — Антоній Хамєц
8. Округ Борщів — Мечислав Дунін-Борковський
9. Округ Чортків — Миколай Волянський
10. Округ Гусятин — Корнель Городиський
11. Округ Коломия — Теофіл Окуневський
12. Округ Городенка — Міхал Ленартович
13. Округ Косів — Філіп Залєський
14. Округ Снятин — о. Кирило Гаморак
15. Округ Перемишль — Адам Сапіга
16. Округ Ярослав — Стефан Замойський
17. Округ Яворів — Іван Кантій Шептицький
18. Округ Мостиська — Станіслав Стадницький
19. Округ Самбір — Теофіл Бережницький (після 1892 Кароль Баранський, на його місце 6 листопада 1894 обраний Казімєж Бєлянський)
20. Округ Турка — Костянтин Телішевський
21. Округ Дрогобич — Ксенофонт Охримович
22. Округ Рудки — Альбін Райський
23. Округ Старий Самбір — Станіслав Тарновський (після 1892 Людвік Водзицький)
24. Округ Сянік — Зенон Слонецький
25. Округ Лісько — Юзеф Віктор
26. Округ Добромиль — Павел Тишковський
27. Округ Березів — Константій Бобчинський (помер на зламі 1892-1893, на його місце 19 квітня 1893 обраний Здіслав Скшинський)
28. Округ Станиславів — Йосип Гурик
29. Округ Богородчани — Олексій Барабаш
30. Округ Бучач — Владислав Волянський (помер на зламі 22.01.1892, на його місце обраний Владислав Чайковський)
31. Округ Надвірна — о. Корнило Мандичевський
32. Округ Тлумач — кс. Францішек Сава
33. Округ Стрий — Микола Антоневич
34. Округ Долина — Мар'ян Мазаракі (помер у 1893, на його місце 5 листопада 1893 обраний Вінцентій Вітославський)
35. Округ Калуш — Юліан Романчук
36. Округ Жидачів — Микола Гарасимович
37. Округ Тернопіль — Юліуш Коритовський
38. Округ Скалат — Щенсний Козебродзький
39. Округ Збараж — о. Микола Січинський (помер у 1894, на його місце 6 листопада 1894 обраний Тадей Федорович)
40. Округ Теребовля — Юліан Ольпінський
41. Округ Золочів — Лонгин Рожанковський
42. Округ Броди — о. Іван Сірко (помер у 1893, на його місце 15 лютого 1894 обраний Олександр Барвінський)
43. Округ Кам'янка Струмилова — Станіслав Бадені
44. Округ Перемишляни — Матвій Кашевко (після 1892 Роман Альфред Марія Потоцький)
45. Округ Жовква — Михайло Король
46. Округ Сокаль — Станіслав Поляновський
47. Округ Чесанів — Юліан Пузина
48. Округ Рава — Францішек Єнджейович
49. Округ Краків — Антоній Водзицький (на його місце 4 лютого 1892 обраний Францішек Пашковський)
50. Округ Хжанув — Артур Владислав Потоцький (на його місце 10 липня 1890 обраний Аполінарій Горват, який помер у 1891, на його місце 24 листопада 1891 обраний Антоній Водзицький)
51. Округ Бохня — Францішек Гошард
52. Округ Бжеско — Ян Стадницький
53. Округ Величка — Станіслав Недзельський
54. Округ Ясло — Ромуальд Пальх
55. Округ Горлиці — Адам Скжинський
56. Округ Кросно — Ян Тшецєський
57. Округ Ряшів — Адам Єнджейович
58. Округ Кольбушова — Здіслав Тишкевич
59. Округ Ланьцут — Болеслав Жардецький
60. Округ Нисько — Людвік Водзіцький
61. Округ Тарнобжег — Ян Тарновський (помер у 1894, на його місце 3 вересня 1888 обраний Здіслав Тарновський)
62. Округ Новий Санч — Станіслав Поточек
63. Округ Грибів — Едмунд Клеменсевич
64. Округ Новий Тарг — Едвард Александер Рачинський
65. Округ Ліманова — Тадеуш Ромер
66. Округ Тарнув — Евстахій Станіслав Сангушко
67. Округ Домброва — Юзеф Менцінський
68. Округ Пільзно — Людвік Мідович
69. Округ Ропчице — Здіслав Тишкевич (після 1892 Войцех Стренк)
70. Округ Мелець — Мечислав Рей
71. Округ Вадовіце — Фридерик Цоль
72. Округ Бяла — Францішек Крамарчик
73. Округ Мисленіце — Чеслав Лясоцький (помер у 1891, на його місце 24 листопада 1891 обраний Юзеф Поповський)
74. Округ Живець — Антоній Міхаловський (на його місце 30 листопада 1886 обраний Войцех Мізя)